# 1488

## Esdeveniments
Països Catalans
Resta del món
- Anna de Bretanya esdevé duquessa de Bretanya.
- El navegant portuguès Bartolomeu Dias és el primer europeu a sobrepassar el Cap de Bona Esperança.
- Jaume IV esdevé rei d'Escòcia.

## Naixements
Països Catalans
- Lluís de Cardona i Enríquez, 51è president de la Generalitat de Catalunya.

Resta del món
- Fernando Colón a Còrdova.

## Necrològiques
Països Catalans
- Joan Maurici de Ribes, 32è president de la Generalitat de Catalunya.

Resta del món
- 11 de juny, Jaume III d'Escòcia.